# Union (South Carolina)
Union is een plaats (city) in de Amerikaanse staat South Carolina, en valt bestuurlijk gezien onder Union County.

## Demografie
Bij de volkstelling in 2000 werd het aantal inwoners vastgesteld op 8793.
In 2006 is het aantal inwoners door het United States Census Bureau geschat op 8241, een daling van 552 (-6,3%).

## Geografie
Volgens het United States Census Bureau beslaat de plaats een oppervlakte van
20,6 km², geheel bestaande uit land. Union ligt op ongeveer 850 m boven zeeniveau.

## Plaatsen in de nabije omgeving
De onderstaande figuur toont nabijgelegen plaatsen in een straal van 20 km rond Union.